# Мадам де Помпадур (картина Буше)
«Мадам де Помпадур» (фр. Madame de Pompadour) — портрет французского живописца Франсуа Буше, написанный в 1756 году. Самый известный из семи написанных художником в 1750—1759 годах портретов маркизы де Помпадур. С 1971 года хранится в коллекции Старой пинакотеки в Мюнхене (Германия).

## Сюжет и описание
На портрете 1756 года мадам де Помпадур (1721—1764), любовница Людовика XV, которой тогда было 37 лет, изображена в натуральную величину в Версальском дворце. Она одета в богатое свободное зелёное расшитое розами платье и удобно сидит на диване. Женщина находится в роскошном интерьере: позади маркизы выделяется большое зеркало, отражающее роскошный книжный шкаф, увенчанный часами с резной позолоченной рамой. Вместе с такими же позолоченными занавесками они как бы обрамляют фигуру Помпадур. Справа на переднем плане небольшой столик с подсвечником, конвертом, национальной печатью и сургучом, показывающими большое политического влияния маркизы при французском дворе, и открытый ящик с пером и чернильницей. Внизу столика книги, ноты и цветы. Однако погасшая свеча справа на столике, часы и розы у её ног указывают на скоротечность её положения. Внизу слева показана её собака Мими как традиционный символ верности. Розы на полу и на столе сочетаются с отделкой её платья. Полотно показывает момент её повседневной жизни, представляет её пространственное окружение, её роскошный образ жизни, а также образ образованной и вдумчивой женщины.